# Juicq
Juicq ist eine französische Gemeinde mit 314 Einwohnern (Stand: 1. Januar 2022) im Département Charente-Maritime in der Region Nouvelle-Aquitaine (vor 2016: Poitou-Charentes); sie gehört zum Arrondissement Saint-Jean-d’Angély und zum Kanton Chaniers. Die Einwohner werden Juicquais und Juicquaises genannt.

## Geographie
Juicq liegt etwa 60 Kilometer südöstlich von La Rochelle. Umgeben wird Juicq von den Nachbargemeinden Saint-Hilaire-de-Villefranche im Nordosten und Osten, Le Douhet im Osten und Süden, Taillebourg im Südwesten und Westen sowie Annepont im Westen.

## Bevölkerungsentwicklung
| Jahr                       | 1962 | 1968 | 1975 | 1982 | 1990 | 1999 | 2008 | 2019 |
| Einwohner                  | 154  | 134  | 131  | 158  | 169  | 165  | 179  | 301  |
| Quellen: Cassini und INSEE |      |      |      |      |      |      |      |      |

## Sehenswürdigkeiten
- Kirche Saint-Pierre aus dem 12. Jahrhundert, seit 1949 als Monument historique eingeschrieben

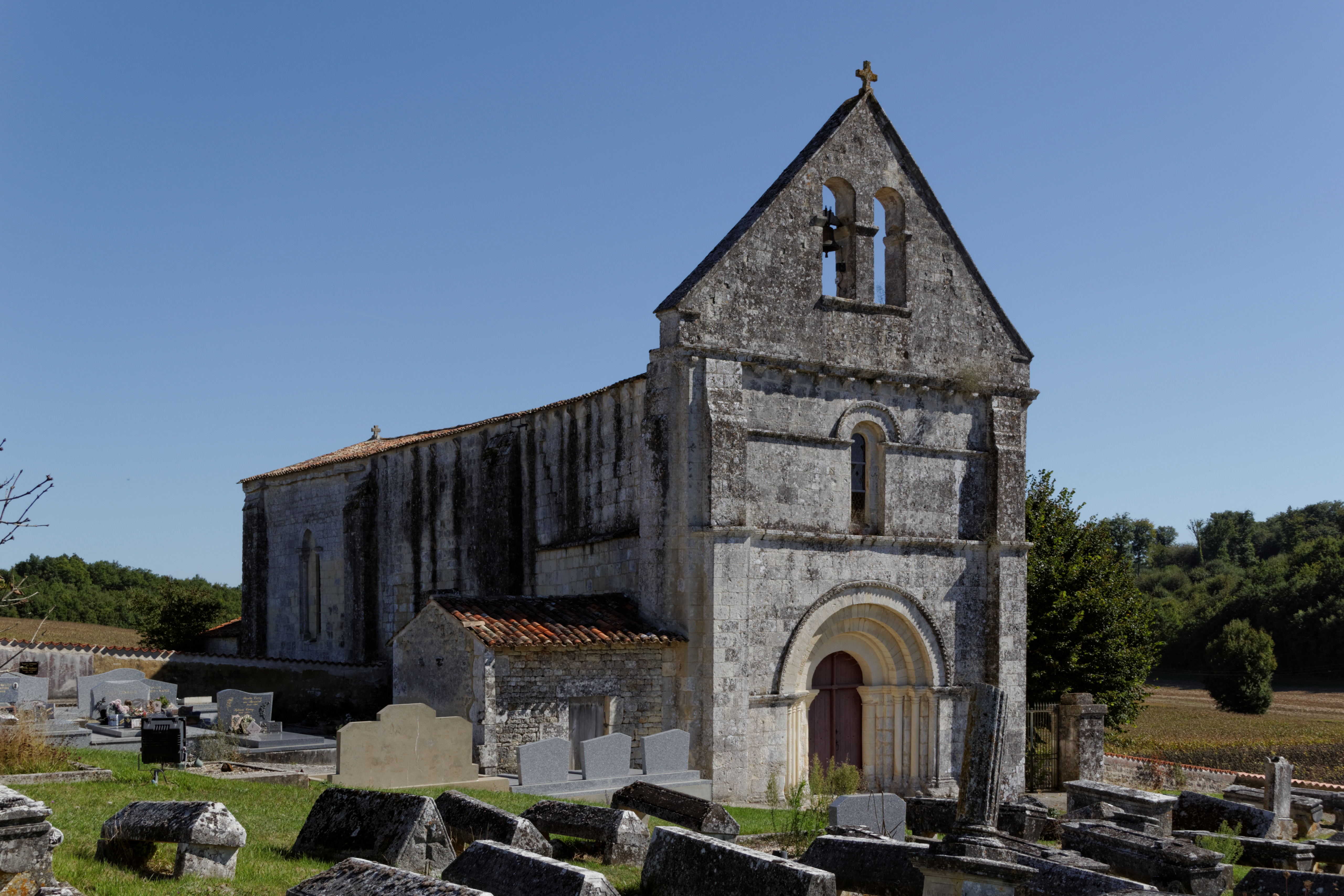
Kirche Saint-Pierre
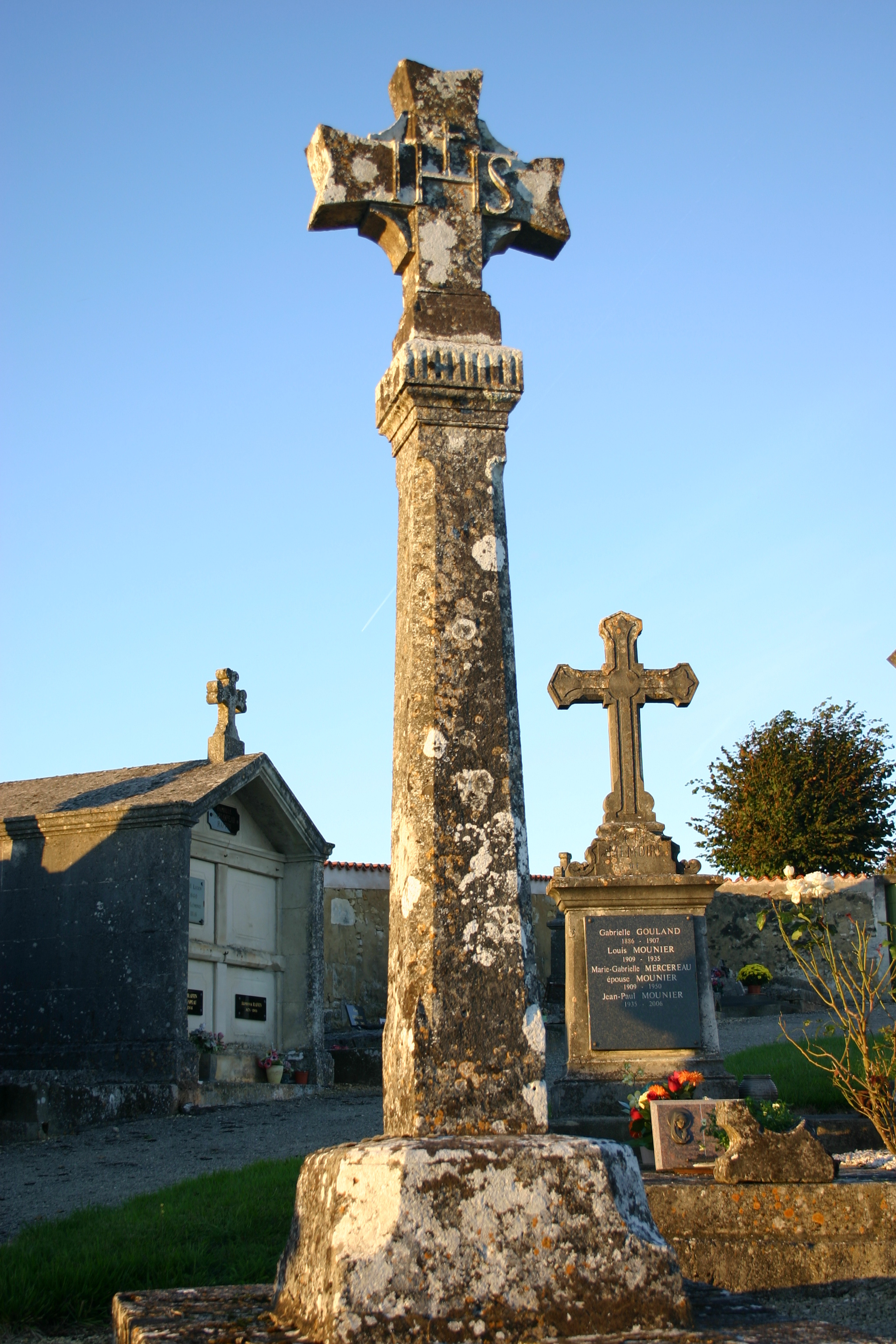
Monumentales Kreuz am Friedhof